# Lonneke Slöetjes
Lonneke Slöetjes (ur. 15 listopada 1990 w Varsseveld w Holandii) – holenderska siatkarka, reprezentantka kraju, grająca na pozycji atakującej. Po sezonie 2019/2020 postanowiła zakończyć swoją karierę siatkarską.

## Sukcesy klubowe
Mistrzostwo Włoch:
- 2014

Liga Mistrzyń:
- 2017, 2018
- 2016

Mistrzostwo Turcji:
- 2016, 2018, 2019
- 2017

Klubowe Mistrzostwa Świata:
- 2017, 2018
- 2016

Superpuchar Turcji:
- 2017

Puchar Turcji:
- 2018

## Sukcesy reprezentacyjne
Volley Masters Montreux:
- 2015

Mistrzostwa Europy:
- 2015, 2017

Grand Prix:
- 2016

## Nagrody indywidualne
- 2015: Najlepsza atakująca Mistrzostw Europy
- 2015: Najlepsza atakująca turnieju Volley Masters Montreux
- 2016: Najlepsza atakująca Europejskiego Turnieju Kwalifikacyjnego Igrzysk Olimpijskich 2016
- 2016: Najlepsza atakująca Światowego Turnieju Kwalifikacyjnego Igrzysk Olimpijskich 2016
- 2016: Najlepsza atakująca Grand Prix
- 2016: Najlepsza atakująca Igrzysk Olimpijskich w Rio de Janeiro
- 2017: Najlepsza atakująca Final Four Ligi Mistrzyń
- 2017: Najlepsza atakująca Mistrzostw Europy